# 켈피들

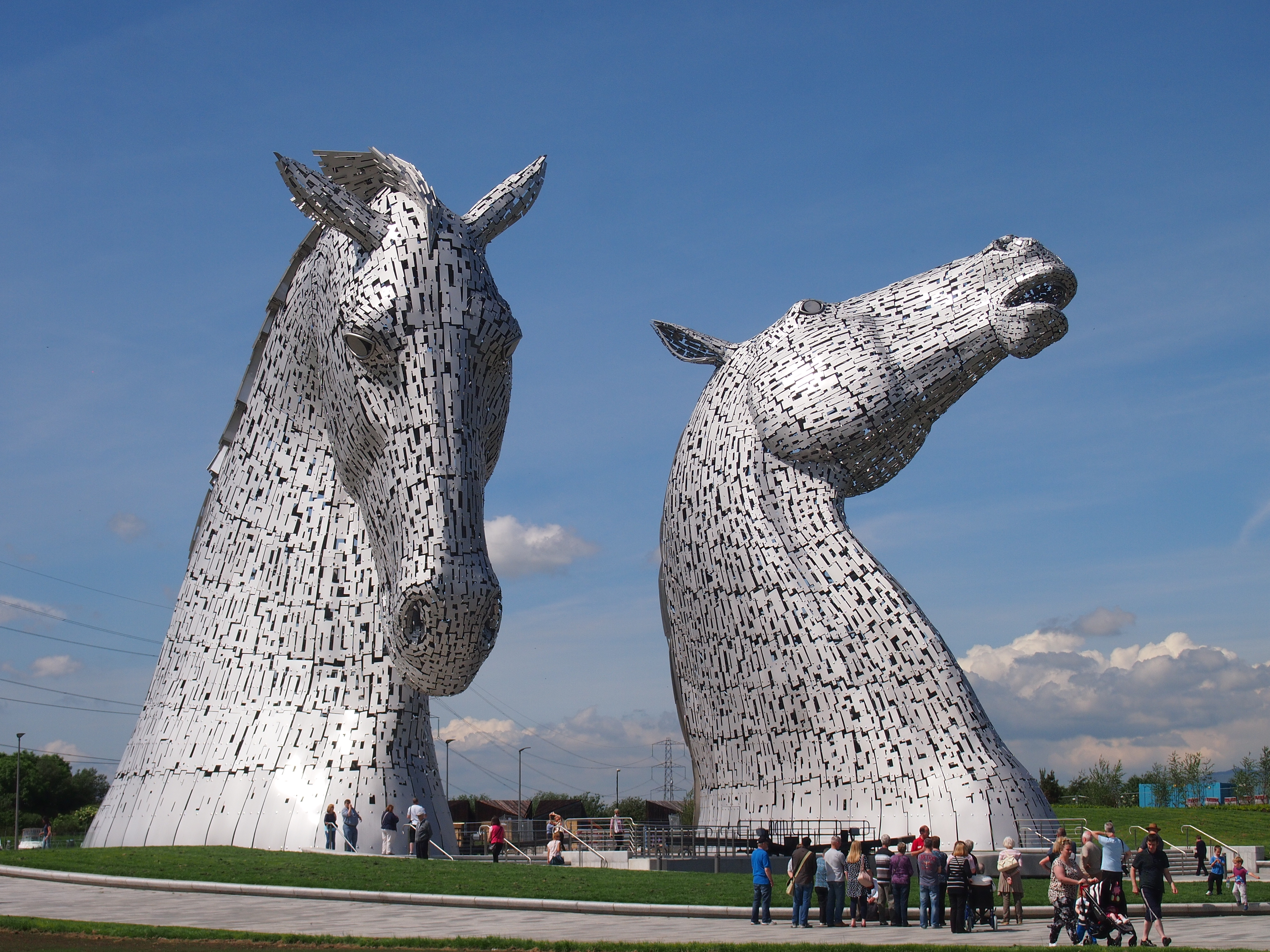

《켈피들》(영어: The Kelpies)은 스코틀랜드 폴커크에 세워진 높이 30 미터의 강철제 말머리 조상이다. 스코틀랜드 출신의 구상 미술 조각가인 앤디 스콧이 설계를 맡아 2013년 6월에 착공하여 2013년 10월에 완공하였으며 2014년 4월에 제막식이 열렸다. 과거 말의 힘에 의존해 발전해 온 스코틀랜드의 산업에 대한 기념물이며 스코틀랜드 지방의 물귀신으로 알려져 있는 켈피를 형상화했다. 켈피들은 스테인리스 재질의 강철로 구성되어 있으며 높이는 30미터이고 무게가 각각 300톤이다. 조각품 주변에는 헬릭스(Helix)로 알려진 공원이 있다.